# Mathis Beaulieu
Mathis Beaulieu (2004) es un deportista canadiense que compite en triatlón. Ganó una medalla de bronce en el Campeonato Panamericano de Triatlón de 2023, en la prueba de relevo mixto.

## Palmarés internacional
| Campeonato Panamericano | Campeonato Panamericano | Campeonato Panamericano | Campeonato Panamericano |
| Año                     | Lugar                   | Medalla                 | Prueba                  |
| ----------------------- | ----------------------- | ----------------------- | ----------------------- |
| 2023                    | Huatulco (México)       | Medalla de bronce       | Relevo mixto            |